# 凱特爾曼城 (加利福尼亞州)
凱特爾曼城（英語：Kettleman City）是位於美國加利福尼亞州金斯縣的一個人口普查指定地區。

## 地理
凱特爾曼城的座標為36°00′30″N 119°57′42″W / 36.00833°N 119.96167°W，而該地最高點為海拔高度77米（即253英尺）。

## 人口
根據2010年美國人口普查的數據，凱特爾曼城的面積為0.546平方千米，當中陸地面積為0.546平方千米，而水域面積為0.000平方千米。當地共有人口1439人，而人口密度為每平方千米2,635人。